# Podbevšek
Podbevšek je slovenski priimek.

## Znani nosilci
- Albina Podbevšek Adamič, novinarka, reporterka (turizem); nekajkrat svetovna novinarska smučarska prvakinja
- Anton Podbevšek (1898 - 1981), pesnik in esejist
- Ciril Podbevšek (1903 - 1991), likovni umetnik, intarzist
- Dušan Podbevšek - Dule (1958 - 2010), alpinist, plezalec po zaledenelih slapovih, gorski reševalec, zmajar [strmoglavil]
- Jerneja Podbevšek Zhembrovskyy, modna oblikovalka, TV-voditeljica?
- Katarina Podbevšek (*1951),  literarna zgodovinarka, slovenistka, lektorica, predavateljica za odrski govor in umetniško besedo
- Lado Podbevšek
- Marjan Podbevšek (1951-2020)?, tonski mojster, lastnik prvega zasebnega ozvočenja v Jugoslaviji.
- Polde Podbevšek
- Srečo Podbevšek, gorski reševalec, predsednik GRS Kamnik
- Štefanija Ravnikar (por. Podbevšek)
- Tanja Podbevšek (*1967), tekstilna oblikovalka?